# 伯恩利 (英國國會選區)
伯恩利（英語：Burnley），英國國會一自治市選區，位於英格蘭西北部蘭開夏郡東部的伯恩利。
始於1868年，早期是自由黨的選區，1918年後長期是工黨的根據地，但在2010年大選中工黨的候選人被自民黨的戈登·伯特威斯爾以35.7%選區擊敗。